# Arno Gassmann
Arno Andreas Gassmann (* 29. Mai 1968 in Karlsruhe; † 16. Juli 2019) war ein deutscher Literaturwissenschaftler, Romanautor und Kommunalpolitiker.
Arno A. Gassmann studierte in Karlsruhe und Nottingham Literaturwissenschaften, Philosophie und Soziologie. 2001 wurde er bei Hansgeorg Schmidt-Bergmann über den „Vater-Sohn-Konflikt bei den Autoren des engeren Prager Kreises“ zum Dr. phil. promoviert. Im selben Jahr ging Gassmann als wissenschaftlicher Leiter an das Kleist-Museum in Frankfurt (Oder). Ab 2004 wohnte er in Neuenhagen bei Berlin. Er trat in die Partei Die Linke ein und war ab 2009 Mitglied des Kreistages von Märkisch-Oderland. Seit 2012 war er auch Mitglied der Bertolt-Brecht-Gesellschaft in Buckow (Märkische Schweiz), 2017 wurde er in den Aufsichtsrat der Kreismusikschule Märkisch-Oderland gewählt. Arno Gassmann starb überraschend im Juli 2019 im Alter von 51 Jahren. Er hinterließ seine Ehefrau.

## Werke
- Arno A. Gassmann: Lieber Vater, Lieber Gott? Der Vater-Sohn-Konflikt bei den Autoren des engeren Prager Kreises. Igel Verlag, Oldenburg 2002, ISBN 978-3-89621-146-0
- Arno A. Gassmann: Hörsturz. Erster Ausriß eines Lebens. Romantrilogie, Band 1. Igel Verlag, Hamburg 2008, ISBN 978-3-89621-205-4